# Hawker Typhoon
A Typhoon együléses brit vadászbombázó repülőgép, amit a Hawker Aircraft tervezett és gyártott a második világháború idején. Elsősorban közepes magasságú vadászrepülőgépnek tervezték, a bombázók elfogására és egyben a gyár Hurricane típusát leváltani a RAF-nál, de több tervezési probléma miatt mégsem tudta ezt a feladatot teljesen ellátni. Az 1940-es események is növelték a fejlesztési nehézségeket. A brit légierőnél elterjedt beceneve a Tiffy volt.
Szolgálatba állását 1941 közepén ugyanúgy problémák övezték, mint kezdeti szolgálati hónapjait és kétes jövőjét. Mindazonáltal, amikor 1941-ben a Luftwaffe szolgálatba állította az Fw 190-et, a Typhoon volt az egyedüli típus a RAF-nál, amely huszonnégy hengeres Napier Sabre motorjával hajtva képes volt azt elfogni alacsony magasságon, és ezzel az új feladatkörrel biztostani tudták helyét a légierőben. Az ezt a típust repülők, mint Roland Beamont, elérték, hogy éjszakai vadász és nagy hatótávolságú vadász feladatkörben is alkalmazzák. 1942 végétől a Typhoon-okat felszerelték bombákkal is, majd 1943 végétől RP–3 nem irányított rakétákkal és megnövelték a páncélvédelmét. Ezekkel a módosításokkal a típus egyike lett a háború legagilisebb közvetlen légitámogató és csapásmérő repülőgépeinek.

## Kezdeti problémák és a megoldás
1941-ben, amikor rendszeresítették a Typhoon-t, akkor a megbízhatatlanság még nagyon beárnyékolta a típus alkalmazását. Akkoriban úgy számoltak, hogy minden egyes bevetésre vagy motorhiba vagy pedig a repülőgép struktúrális hibái miatt elveszítettek egy gépet.
A probléma egyik oka az volt, hogy a motor ette a kenőolajat. Ennek az volta az egyik oka, hogy a sorozat gyártott példányok minősége nem egyezett meg a tesztpéldányok minőségével.
Ezt később megoldotta, amikor sikerült a motor megbízhatóság javítani. Ez úgy oldódott meg, hogy a motort fejlesztő Napier a rivális Bristol motorgyártól segítséget kapott.

## Üzemeltetők

### Ausztrál Királyi Légierő
- 451. század – Időlegesen három gépet üzemeltettek trópusi próbákra.[7]

### Kanadai Királyi Légierő

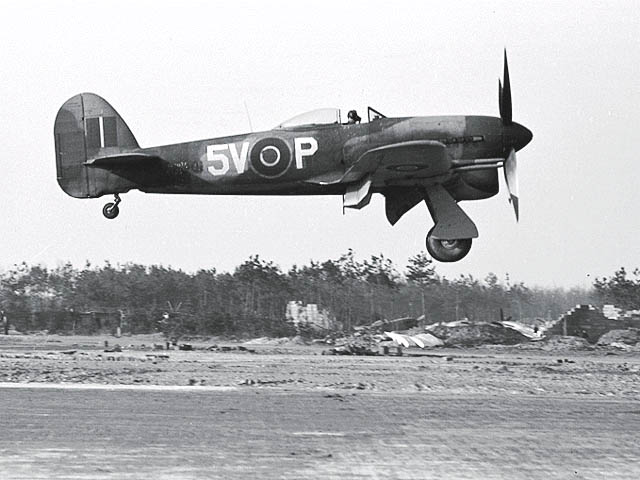
A 439. század egyik Typhoon-ja leszállás előtt

- 400. század – Két gépet üzemeltettek fejlesztési céllal.[7]
- 438. század
- 439. század
- 440. század

### 

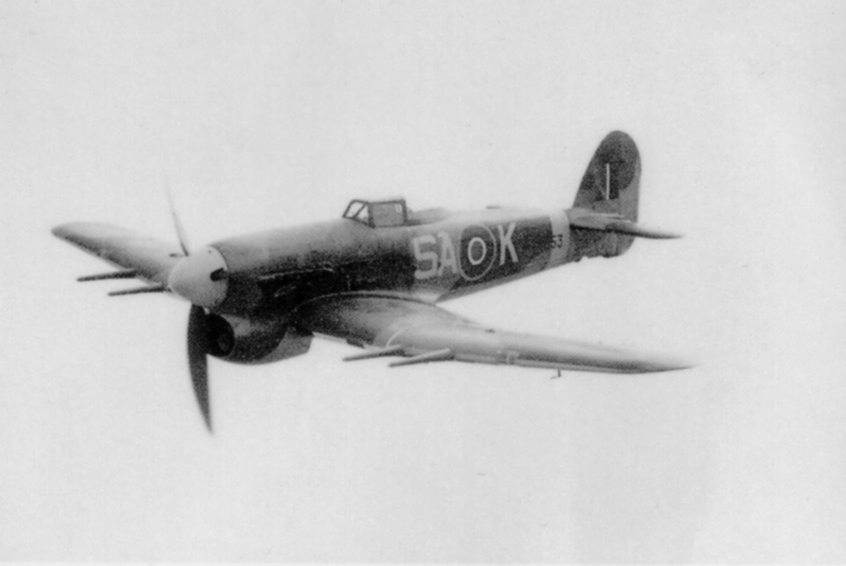
A 486. század Typhoon-ja Frank "Spud" Murphy hadnaggyal

### Új-Zélandi Királyi Légierő
- 485. század[8][9]
- 486. század

### Brit Királyi Légierő
- 1. század
- 3. század

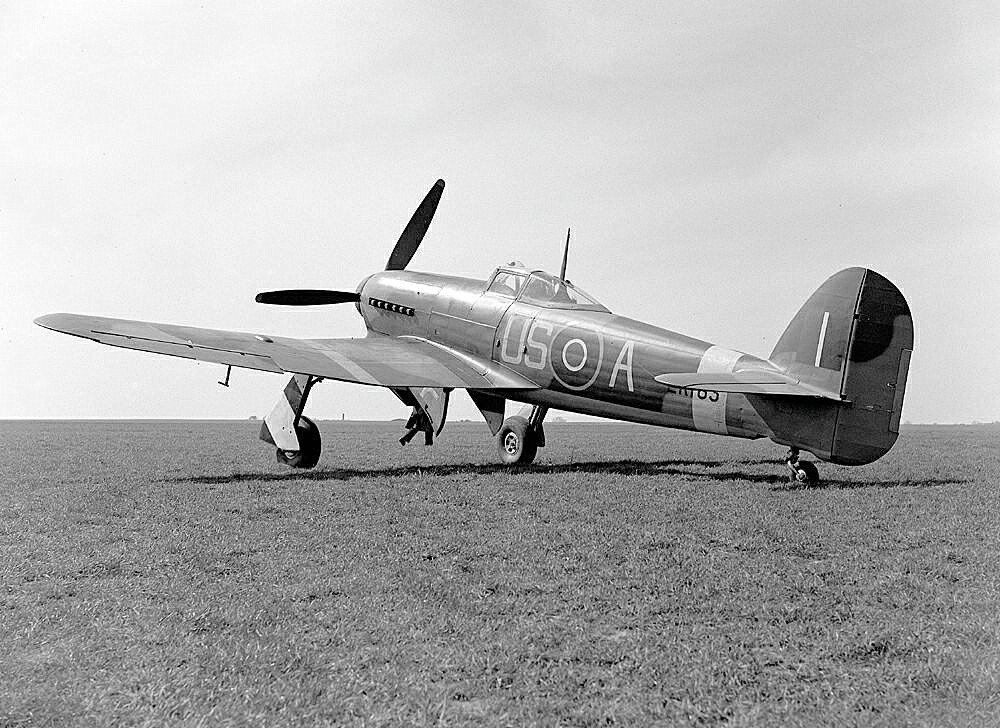
Az 56. század egyik gépe. Jól megfigyelhető a be- és kiszállást segítő ajtó a bal oldalon

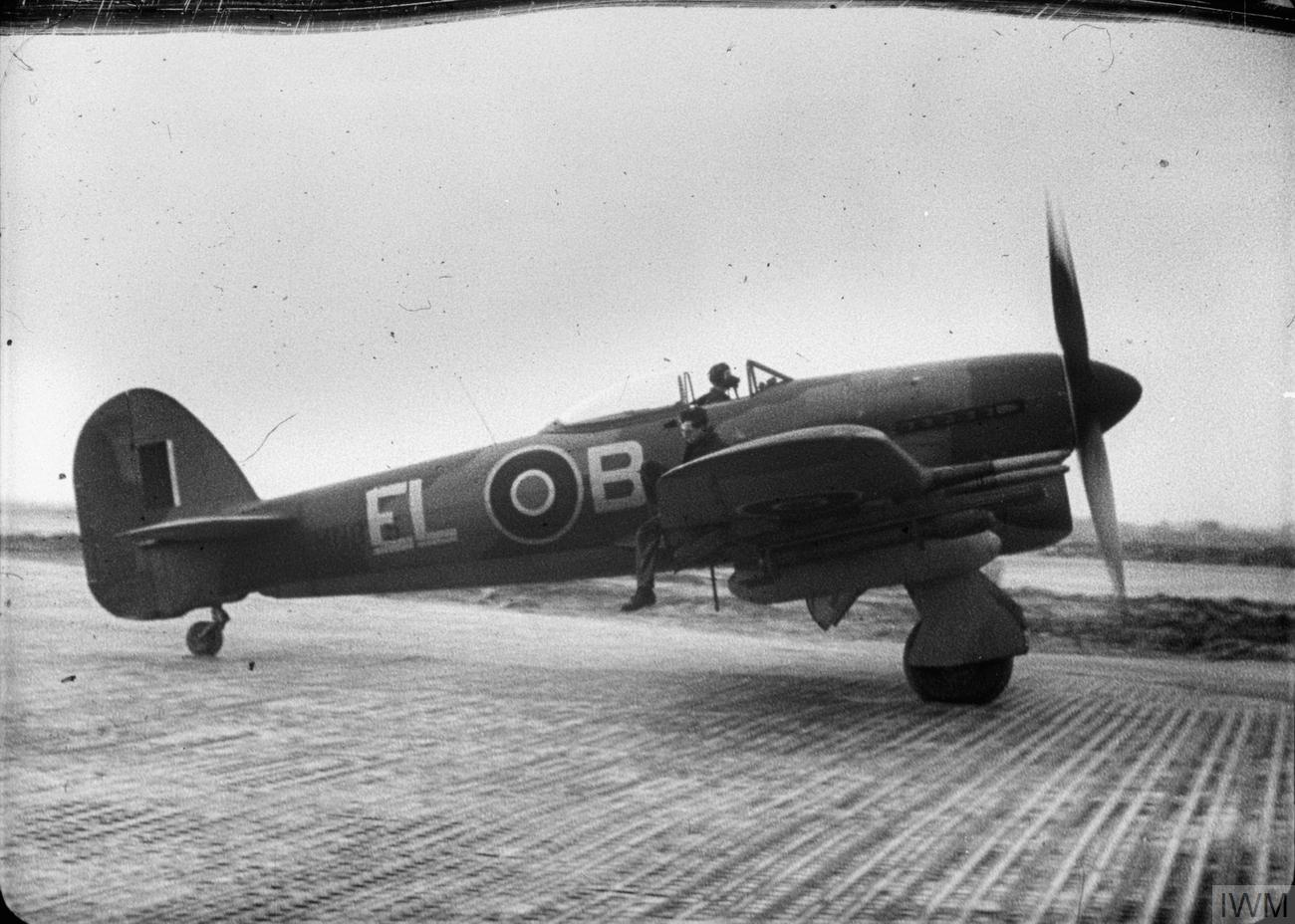
A 181. század egyik Typhoon Ib-je rakétákkal és póttartályokkal

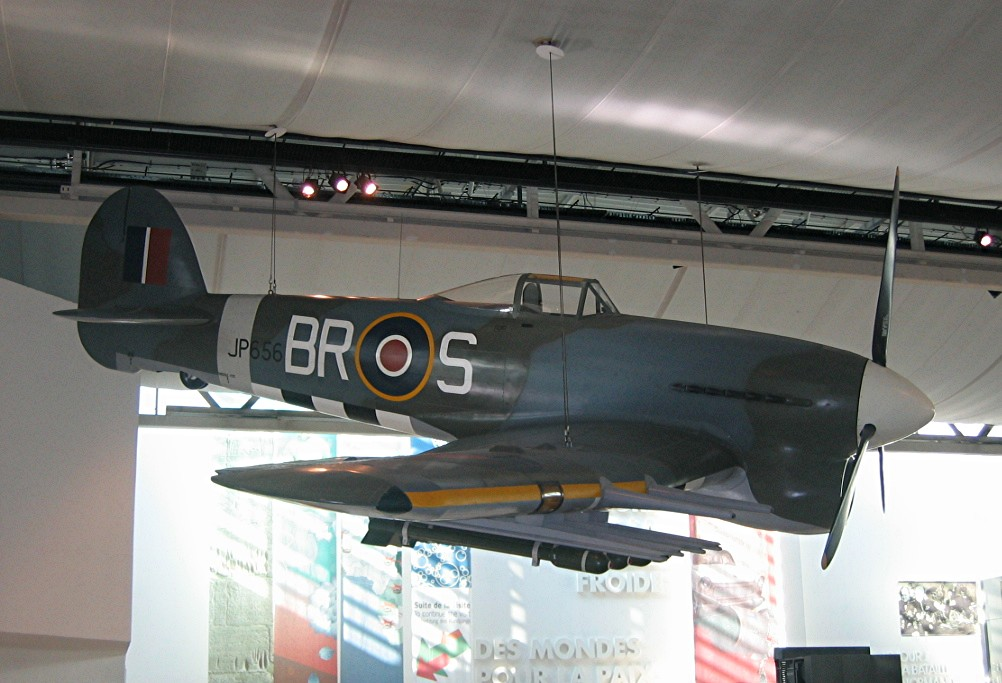
Egy új építésű, replika a Caen Museumban a 184. század jelzéseivel

- 4. század – Harcászati vadász-felderítő egység, része a Második harcászati légierőnek. Kis számban alkalmaztak vadász-felderítő (FR) Typhoonokat.[7]
- 56. század
- 137. század
- 164. század
- 168. század
- 170. század – Két repülőgépet üzemeltettek fejlesztési célokra.[7]
- 174. század
- 175. század
- 181. század
- 182. század
- 183. század
- 184. század
- 186. század
- 193. század
- 195. század
- 197. század
- 198. század
- 245. század
- 247. század
- 257. század
- 263. század
- 266. század
- 268. század
- 349. század[7]
- 350. század – Mindössze három gépet üzemeltettek.[7]
- 534. század[10]
- 542. század – Egy repülőgépet, az MN315-öt üzemeltették[7]
- 609. század
- 1320. alakulat (No. 1320 Flight RAF)[7]

### Brit Flottalégierő
- 778. tengerészeti légiszázad[7]

## Fordítás
- Ez a szócikk részben vagy egészben  a   Hawker Typhoon című angol Wikipédia-szócikk fordításán alapul.  Az eredeti cikk szerkesztőit annak laptörténete sorolja fel. Ez a jelzés csupán a megfogalmazás eredetét és a szerzői jogokat jelzi, nem szolgál a cikkben szereplő információk forrásmegjelöléseként.